# Gmina Järva
Gmina Järva (est. Järva vald) – gmina wiejska w Estonii, w prowincji Järva.

## Miejscowości
- Alev: Järva-Jaani
- Alevik: Ambla, Aravete, Käravete, Koeru, Peetri
- Wsie: Abaja, Ageri, Ahula, Albu, Ämbra, Ammuta, Aruküla, Ataste, Eistvere, Ervita, Esna, Hermani, Huuksi, Imavere, Jalalõpe, Jalametsa, Jalgsema, Järavere, Järva-Madise, Jõeküla, Jõgisoo, Kaalepi, Kagavere, Kahala, Kalitsa, Kapu, Kareda, Karinu, Käsukonna, Keri, Kiigevere, Koidu-Ellavere, Koigi, Köisi, Kukevere, Kuksema, Kurisoo, Küti, Kuusna, Laaneotsa, Lähevere, Laimetsa, Lehtmetsa, Liusvere, Mägede, Mägise, Märjandi, Merja, Metsla, Metstaguse, Mõnuvere, Müüsleri, Neitla, Norra, Õle, Öötla, Orgmetsa, Päinurme, Pällastvere, Pätsavere, Peedu, Prandi, Preedi, Puhmu, Puiatu, Pullevere, Raka, Ramma, Rava, Reinevere, Rõhu, Roosna, Rutikvere, Sääsküla, Salutaguse, Santovi, Seidla, Seliküla, Silmsi, Soosalu, Sõrandu, Sugalepa, Taadikvere, Tammeküla, Tammiku, Tamsi, Tudre, Udeva, Ülejõe, Vaali, Vahuküla, Väike-Kareda, Väinjärve, Valila, Vao, Vetepere, Visusti, Vodja, Võrevere, Vuti[3].